# Kabinett Forbes II

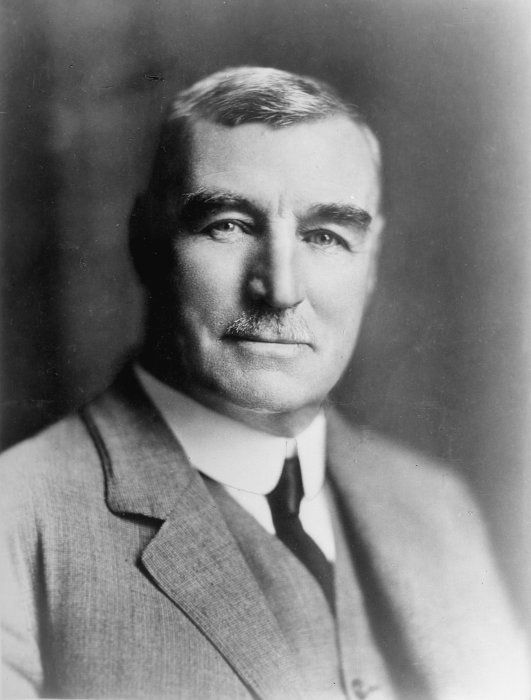
Premierminister George William Forbes (1932)

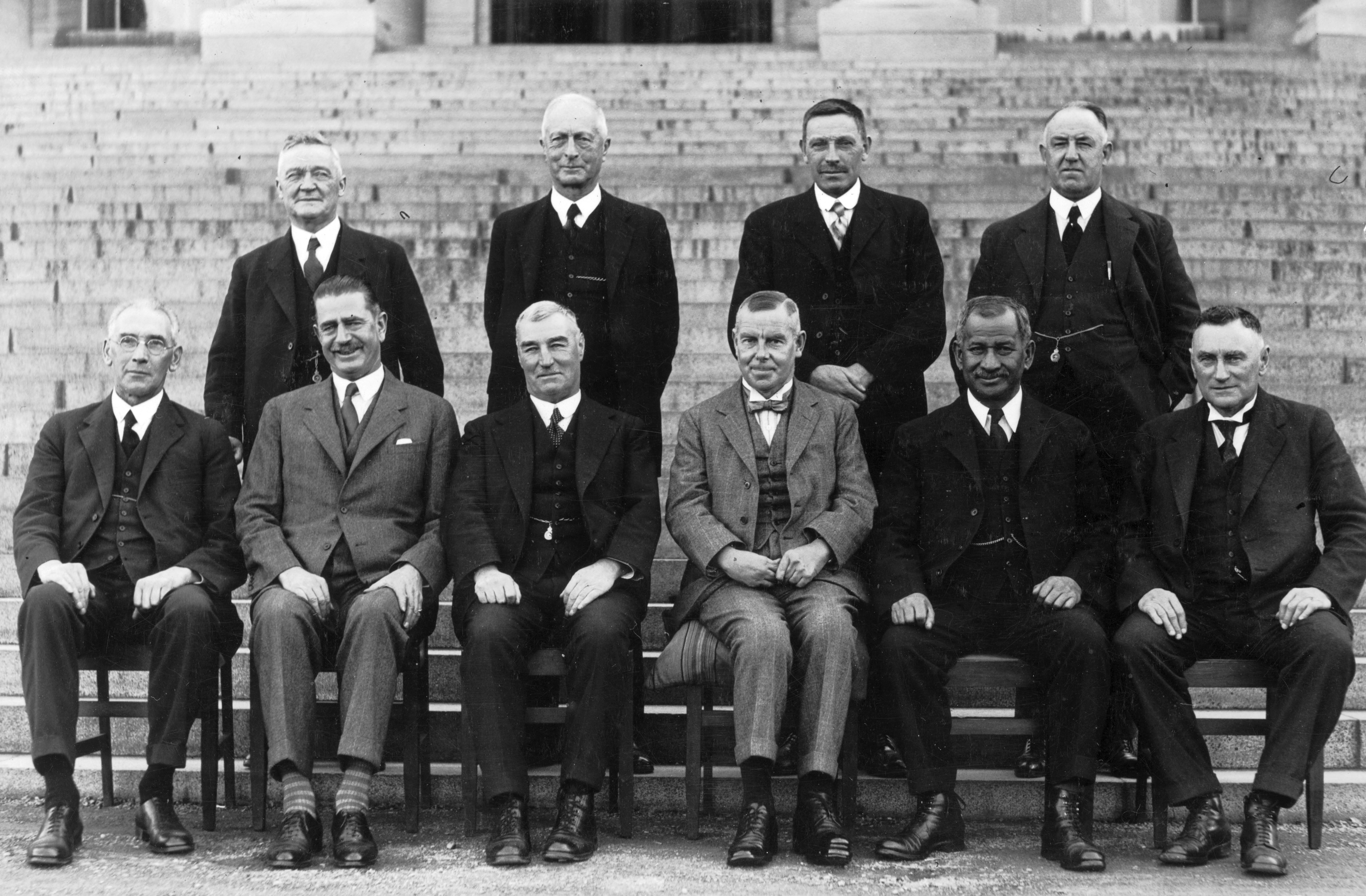
Premierminister Forbes (sitzend, Dritter von Links) mit seinem Kabinett 1931

Das Kabinett Forbes II wurde in Neuseeland am 22. September 1931 durch Premierminister George William Forbes von der United Party gebildet und löste das Kabinett Forbes I ab. Das Kabinett Forbes II war eine Koalitionsregierung zwischen United Party und der Reform Party des früheren Premierministers Joseph Gordon Coates. Es befand sich bis zum 6. Dezember 1935 im Amt und wurde dann durch das Kabinett Savage abgelöst. 
Forbes war bereits seit dem 28. Mai 1930 als Premierminister im Amt. Bei den Wahlen am 1./2. Dezember 1931 gewann die Reform Party von Coates 26,6 Prozent der Wählerstimmen und 28 der 80 Sitze im Repräsentantenhaus. Forbes’ United Party erhielt 16,9 Prozent und 19 Sitze. Hinzu kam eine Unterstützung der Koalition durch vier parteilose Abgeordnete, so dass die Koalition mit 51 der 80 Sitze über eine breite absolute Mehrheit verfügte. Die New Zealand Labour Party mit Harry Holland als Spitzenkandidaten kam auf 34,27 Prozent und war mit 24 Sitzen vertreten. 
Die bislang oppositionelle Labour Party mit ihrem neuen Spitzenkandidaten Michael Joseph Savage gewann die Wahlen am 26./27. November 1935 mit 45,73 Prozent gewonnen und konnte 53 der 80 Abgeordneten im Repräsentantenhaus stellen. Die bislang regierende United Party von Premierminister George William Forbes trat zusammen mit der Reform Party an und kam auf 33,48 Prozent, stellte aber nur noch 16 Abgeordnete. 

## Minister
Dem Kabinett gehörten folgende Minister an:
| Amt                                                                                         | Name                                              | Partei | Beginn der Amtszeit                  | Ende der Amtszeit                  |
| ------------------------------------------------------------------------------------------- | ------------------------------------------------- | ------ | ------------------------------------ | ---------------------------------- |
| Premierminister, Außenminister und Eisenbahnminister                                        | George William Forbes                             | UP     | 22. September 1931                   | 6. Dezember 1935                   |
| Minister für öffentliche Arbeiten Seit 1. September 1933: Minister für öffentliche Arbeiten | Joseph Gordon Coates John Bitchener               | RP     | 22. September 1931 1. September 1933 | 20. Januar 1933 6. Dezember 1935   |
| Transportminister                                                                           | Joseph Gordon Coates                              | RP     | 22. September 1933                   | 6. Dezember 1935                   |
| Minister für Finanzen, Zölle und Stempelsteuern                                             | William Downie Stewart, Jr. Joseph Gordon Coates  | RP     | 22. September 1931 28. Januar 1933   | 28. Januar 1933 6. Dezember 1935   |
| Minister für Ländereien                                                                     | Alfred Ransom                                     | UP     | 22. September 1931                   | 6. Dezember 1935                   |
| Minister of Native Affairs und Minister für die Cookinseln                                  | Apirana Ngata George William Forbes               | UP     | 22. September 1931 1. November 1934  | 1. November 1934 6. Dezember 1935  |
| Generalstaatsanwalt                                                                         | William Downie Stewart, Jr. George William Forbes | RP UP  | 22. September 1931 28. Januar 1933   | 28. Januar 1933 6. Dezember 1935   |
| Bildungsminister, Minister für Industrie und Handel                                         | Robert Masters Sydney George Smith                | UP     | 22. September 1931 22. November 1934 | 22. November 1934 6. Dezember 1935 |
| Verteidigungsminister, Justizminister und Marineminister                                    | John Cobbe                                        | UP     | 22. September 1931                   | 6. Dezember 1935                   |
| Generalpostmeister, Minister für Telegrafie und Arbeit                                      | Adam Hamilton                                     | RP     | 22. September 1931                   | 6. Dezember 1935                   |
| Innenminister                                                                               | Adam Hamilton Alexander Young                     | RP     | 22. September 1931 20. Januar 1933   | 20. Januar 1933 6. Dezember 1935   |
| Minister für Gesundheit und Einwanderung                                                    | Alexander Young                                   | RP     | 22. September 1931                   | 6. Dezember 1935                   |
| Minister für Landwirtschaft und Bergbau                                                     | David Jones Charles MacMillan                     | RP     | 22. September 1931 16. Februar 1932  | 16. Februar 1932 6. Dezember 1935  |
| Minister für Beschäftigung                                                                  | Adam Hamilton                                     | RP     | 20. Januar 1933                      | 6. Dezember 1935                   |